# فالي دل باسوبيو
فالي دل باسوبيو (بالإيطالية: Valli del Pasubio)‏ هي كومونا تقع في إيطاليا في مقاطعة فيشنزا. يقدر عدد سكانها بـ 3,518 نسمة ومساحتها 49 كم2 وترتفع عن سطح البحر 350 متر.

## السكان
في سنة 1871 بلغ عدد السكان 5٬128 نسمة، وتطور العدد ليصل في سنة 2011 لـ 3٬345 نسمة.
يظهر هذا المخطط البياني تطور النمو السكاني لـ فالي دل باسوبيو